# Brachyactis
Brachyactis là một chi thực vật có hoa trong họ Cúc (Asteraceae).

## Loài
Chi Brachyactis gồm các loài: